# Pisa SC
Pisa Sporting Club – włoski klub piłkarski, grający obecnie w Serie A, mający siedzibę w mieście Piza, leżącym w Toskanii.

## Historia
Klub został założony w 1909 jako Pisa Sporting Club. W 1965 po awansie do Serie B zespół po raz pierwszy występował w Serie A, jednak w ostatniej kolejce sezonu 1968/1969 został zdegradowany do drugiej ligi. Większość lat 70. Pisa grała w Serie C, a w 1979 powróciła do Serie B (w czasie, gdy prezesem był Romeo Anconetani. W 1982 po raz drugi w historii awansowała do Serie A i występowała tam przez kolejne 6 sezonów. W 1983 Duńczyk Klaus Berggreen doprowadził zespół do 11. pozycji w lidze, ale w następnym sezonie wraz z kolegami klubowymi spadł z ligi. W 1985 zespół wrócił do pierwszej ligi, ale ponownie został zdegradowany. Sytuacja powtórzyła się w 1987, gdy w drużynie grał Brazylijczyk Dunga. Ostatni awans do Serie A zespół wywalczył w 1990, gdy w drużynie grali tacy piłkarze jak Diego Simeone, Maurizio Neri, Michele Padovano czy Aldo Dolcetti. Po dobrym początku zespół spadł jednak do Serie B.
Degradacja miała negatywne skutki dla budżetu klubu. W 1994 Pisa przegrała baraż o utrzymanie i została relegowana do Serie C1. Ogłoszono bankructwo i powołano nowy klub pod nazwą Pisa Calcio, który rozpoczął grę w Eccelenxa, szóstej lidze Włoch. W 1996 Pisa wróciła do Serie C2, a w 1999 do Serie C1. W sezonie 2006/2007 wygrała baraż z AC Monza o awans do Serie B. W sezonie 2008/2009 zajęła jednak 20. miejsce w Serie B i spadła do Serie C1. Z początkiem lipca 2009, klub został wykluczony ze wszelkich rozgrywek przez FIGC ze względu na zadłużenie.
10 lipca 2009 klub został reaktywowany pod nazwą Associazione Calcio Pisa 1909 S.S.D. i rozpoczął rozgrywki w Serie D. Po powrocie do Serie B, dnia 21 sierpnia 2021, klub powrócił do dawnej nazwy.

## Reprezentanci kraju grający w klubie
- José Antonio Chamot
- Diego Simeone
- Walter Schachner
- Francis Severeyns
- Witali Kutuzau
- Dunga
- Klaus Berggreen
- Henrik Larsen
- Mario Been
- Wim Kieft
- Gilbert Agius
- Ike Kalu
- Péter Rajczi
- Sergio Bertoni
- Giuseppe Chiappella
- Virginio Depaoli
- Andrea Fortunato
- Roberto Lovati
- Michele Padovano
- Ugo Pozzan
- Patrizio Sala
- Arturo Silvestri
- Marco Tardelli
- Francesco Tavano
- Christian Vieri